# Problema de Znám

Demostració gràfica que 1 = 1/2 + 1/3 + 1/11 + 1/23 + 1/31 + 1/(2×3×11×23×31). Cada filera de k quadrats de longitud de costat 1/k té una superfície total de 1/k, i tots els quadrats junts cobreixen exactament un quadrat més gran d'àrea 1. La filera inferior de 47.058 quadrats de longitud de costat 1/47.058 és massa petita per ser vista a la figura, per la qual cosa no es mostra.

En teoria de nombres, el problema de Znám és pregunta quins conjunts de k enters tenen la propietat que cada enter del conjunt és un divisor –sense comptar el mateix enter– del producte dels altres enters del conjunt, més 1. S'anomena en honor del matemàtic eslovac Štefan Znám, el qual el suggerí l'any 1972; tanmateix, altres matemàtics ja havien considerat problemes similars més o menys a la mateixa època. Un problema similar tracta el mateix plantejament però contempla que entre els divisors també s'hi compti el mateix enter; d'ara endavant en aquest article s'anomenarà "problema de Znám modificat".
Una solució al problema de Znám modificat es pot obtenir fàcilment per qualsevol k: els primers k termes de la seqüència de Sylvester tenen la propietat demanada. Sun (1983) mostrà que hi ha com a mínim una solució al problema de Znám (no modificat) per tota k ≥ 5. La solució de Sun està basada en una recurrència similar a la de la seqüència de Sylvester, però amb un conjunt diferent de valors inicials.
El problema de Znám està molt relacionat amb les fraccions egípcies. Se sap que només hi ha moltes solucions finites per qualsevol k fixada; no se sap, però, si té solucions fent servir només nombres senars. També romanen obertes moltes altres preguntes relatives al problema.